# Morelos Piedra 3ra. Sección
Morelos Piedra 3ra. Sección är en ort i Mexiko.   Den ligger i kommunen Cunduacán och delstaten Tabasco, i den sydöstra delen av landet, 600 km öster om huvudstaden Mexico City. Morelos Piedra 3ra. Sección ligger 14 meter över havet och antalet invånare är 2 099.
Terrängen runt Morelos Piedra 3ra. Sección är mycket platt. Runt Morelos Piedra 3ra. Sección är det ganska tätbefolkat, med 155 invånare per kvadratkilometer. Närmaste större samhälle är Cunduacán, 10,0 km sydost om Morelos Piedra 3ra. Sección. Trakten runt Morelos Piedra 3ra. Sección består till största delen av jordbruksmark.